# تهمت
تهمت یا افترا به بیانیه یا اظهارنظری گفته می‌شود که ادعایی آشکار یا ضمنی به یک فرد، کسب‌وکار، فراورده، گروه، حکومت، دین یا ملت نسبت می‌دهد که موجب ایجاد تصویری منفی یا نادرست برای آنها می‌شود. این واژه با توجه به شرایط حقوقی همچنین شامل سخنان تحقیرآمیز یک فرد نسبت به دیگری بدون در نظر گرفتن راستی یا کذب بودن آن، که چه به صورت کلامی یا نوشتاری منتشر شده باشد، می‌شود. در اسلام تهمت زدن از گناهان کبیره به شمار می رود.